# Elecciones generales de Bosnia y Herzegovina de 2022
Las elecciones legislativas y presidenciales de Bosnia y Herzegovina de 2022 se llevaron a cabo el jueves 2 de octubre del mismo año. Se determino la composición de la presidencia del país, así como la del parlamento nacional y los gobiernos cantonales.
Las elecciones para la Cámara de Representantes están divididas en dos: una elección para la Federación de Bosnia y Herzegovina y otra para la República Srpska. Estas dos entidades, junto al distrito de Brčko, constituyen Bosnia y Herzegovina. Los tres comunidades étnicas nacionales elegirán, cada una, un miembro de la Presidencia. Los actuales miembros de la Presidencia son Šefik Džaferović (bosnio), Željko Komšić (croata) y Milorad Dodik (serbio). El Partido de Acción Democrática es el partido con mayor representación antes de las elecciones, con 8 de los 42 escaños de la Cámara de Representantes.

## Contexto
En las elecciones generales de 2018, Šefik Džaferović del Partido de Acción Democrática (SDA), Željko Komšić del Frente Democrático (DF) y Milorad Dodik de la Alianza de Socialdemócratas Independientes (SNSD) fueron elegidos como los nuevos miembros de la Presidencia de Bosnia y Herzegovina, reemplazando a Bakir Izetbegović, Dragan Čović y Mladen Ivanić respectivamente. El SDA se convirtió en el mayor partido en la Cámara de Representantes de Bosnia y Herzegovina, obteniendo 9 de 42 escaños.
Después de las elecciones de 2018, el nuevo gabinete del Consejo de Ministros fue ratificado por la Cámara de Representantes, después de un año entero de crisis sobre la formación de gobierno. El 23 de diciembre de 2019, el miembro de SNSD, Zoran Tegeltija, fue nombrado Presidente del Consejo de Ministros (jefe de gobierno).
El gabinete de Tegeltija es apoyado por una coalición que comprende el SNSD, la Unión Democrática Croata, el SDA, el Frente Democrático y la Alianza Democrática Popular. La oposición más fuerte está conformada por una alianza entre el Partido Socialdemócrata, Nuestro Partido, y el partido Pueblo y Justicia. La oposición más importante radicada en la República Srpska consiste en una coalición entre los partidos Partido Democrático Serbio y el Partido del Progreso Democrático.
En una sesión de la Cámara de Representantes de enero de 2021, se dio a lugar una moción de censura en contra de Tegeltija, debido al pobre desempeño de su administración durante su cargo como el Presidente del Consejo de Ministros, pero durante el término de la votación estaba claro que la moción no procedería. Tres meses después, el 28 de abril, se dio a lugar otra moción de censura contra Tegeltija durante una sesión de la Cámara de Representantes, pero otra vez la moción no procedería y Tegeltija permaneció en el cargo.

## Sistema electoral

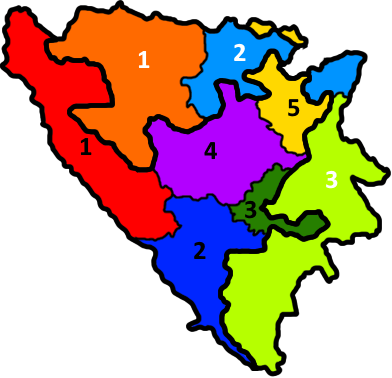
Mapa de los distritos electorales (unidades electorales) de Bosnia y Herzegovina. Nótese la división entre las dos entidades: la Federación de Bosnia y Herzegovina y la República Srpska.

### Cámara de Representantes
Los 42 miembros de la Cámara de Representes son elegidos por representación proporcional con listas de partidos con listas abiertas en cada una de las unidades electorales del país. Estos ocho distritos o unidades electorales eligen de tres a seis representantes. La Federación de Bosnia y Herzegovina y la República Srpska cuentan con cinco y tres unidades electorales, respectivamente. En el caso de la Federación de Bosnia y Herzegovina, se eligen 21 escaños directamente, mientras que la República Srpska tiene reservada 9 escaños. Sin embargo, los últimos 14 escaños son elegidos por proporcionalidad. En este caso, la Federación de Bosnia y Herzegovina tiene 7 de estos escaños y la República Srpska tiene 4. Un partido es merecedor de uno de estos catorce escaños dependiendo de la cantidad de votos conseguidos por el partido en toda la entidad, y será elegido el candidato con mayor cantidad de votos que no fue elegido en su unidad electoral correspondiente.
El distrito de Brčko está cubierto por dos unidades electorales, cada una en una entidad diferente. Debido a la naturaleza política del distrito, sus habitantes están habilitados para votar en una de las dos entidades, pero no por ambas, y los votos irán a la unidad electoral por la que se haya votado, en la entidad correspondiente.

### Presidencia
La presidencia de Bosnia y Herzegovina es un cuerpo conformado por tres miembros, cada uno representando a las comunidades étnicas reconocidas por el gobierno: un miembro serbio, uno croata y uno bosnio. Los miembros son elegidos en elecciones separadas. Los votantes de la entidad política de República Srpska eligen al miembro serbio de la presidencia, mientras que los votantes de la Federación de Bosnia y Herzegovina eligen al miembro bosnio y al croata. Los votantes registrados en la Federación de Bosnia y Herzegovina pueden votar para el candidato bosnio o el candidato croata, pero no pueden votar en ambas elecciones.
Basta con que el candidato consiga la mayor cantidad de votos en su elección correspondiente para ser elegido.

## Elecciones legislativas

### Resultados
| Partido                                   | Partido                                                              | Votos     | %     | Escaños | +/–         |
| ----------------------------------------- | -------------------------------------------------------------------- | --------- | ----- | ------- | ----------- |
|                                           | Partido de Acción Democrática                                        | 273,545   | 17.23 | 9       | Sin cambios |
|                                           | Alianza de Socialdemócratas Independientes                           | 259,521   | 16.34 | 6       | Sin cambios |
|                                           | Unión Democrática Croata de Bosnia y Herzegovina                     | 139,018   | 8.75  | 4       | 1           |
|                                           | Partido Socialdemócrata de Bosnia y Herzegovina                      | 129,499   | 8.15  | 5       | Sin cambios |
|                                           | Partido Democrático Serbio                                           | 112,250   | 7.07  | 2       | 1           |
|                                           | Frente Democrático-Alianza Cívica                                    | 101,713   | 6.41  | 3       | Sin cambios |
|                                           | Pueblo y Justicia                                                    | 79,555    | 5.01  | 3       | 3           |
|                                           | Partido del Progreso Democrático                                     | 73,489    | 4.63  | 2       | Sin cambios |
|                                           | Nuestro Partido                                                      | 49,481    | 3.12  | 2       | Sin cambios |
|                                           | Unión Popular Europea de Bosnia Herzegovina-Para Nuevas Generaciones | 47,157    | 2.97  | 2       | Nuevo       |
|                                           | Por la Justicia y el Orden                                           | 32,982    | 2.08  | 1       | Nuevo       |
|                                           | Unión Democrática                                                    | 30,591    | 1.93  | 1       | Nuevo       |
|                                           | Partido por Bosnia y Herzegovina                                     | 26,480    | 1.67  | 0       | Sin cambios |
|                                           | Unión Democrática Croata 1990-Cambio Nacional Croata                 | 25,691    | 1.62  | 0       | Sin cambios |
|                                           | Plataforma para el Progreso-Bloque Independiente                     | 25,007    | 1.57  | 0       | 1           |
|                                           | Unión por un Futuro Mejor de Bosnia y Herzegovina                    | 24,786    | 1.56  | 0       | 2           |
|                                           | Srpska Unida                                                         | 24,687    | 1.55  | 1       | 1           |
|                                           | Partido Socialista Serbio de Bosnia y Herzegovina                    | 23,018    | 1.45  | 0       | 1           |
|                                           | Alianza Popular Democrática                                          | 21,832    | 1.37  | 0       | 1           |
|                                           | Iniciativa de Bosnia y Herzegovina                                   | 20,259    | 1.28  | 1       | Nuevo       |
|                                           | Partido Bosnio                                                       | 17,721    | 1.12  | 0       | Sin cambios |
|                                           | Movimiento de Acción Democrática                                     | 14,889    | 0.94  | 0       | 1           |
|                                           | Socialdemócratas                                                     | 11,831    | 0.75  | 0       | Nuevo       |
|                                           | Partido Republicano Croata                                           | 11,231    | 0.71  | 0       | Nuevo       |
|                                           | Partido Laborista de Bosnia y Herzegovina                            | 3,727     | 0.23  | 0       | Sin cambios |
|                                           | Verdes de Bosnia-Herzegovina                                         | 3,394     | 0.21  | 0       | Nuevo       |
|                                           | Partido de la Vida                                                   | 1,840     | 0.12  | 0       | Nuevo       |
|                                           | Unión por la Nueva Política                                          | 706       | 0.04  | 0       | Sin cambios |
|                                           | El Ala Izquierda                                                     | 545       | 0.03  | 0       | Nuevo       |
|                                           | SMS                                                                  | 530       | 0.03  | 0       | Nuevo       |
|                                           | Re-Balance                                                           | 503       | 0.03  | 0       | Nuevo       |
|                                           | Círculo                                                              | 363       | 0.02  | 0       | Nuevo       |
|                                           | Partido Patriótico Bosnio-Herzegovino de Sefer Halilović             | 158       | 0.01  | 0       | Sin cambios |
| Votos nulos/en blanco                     | Votos nulos/en blanco                                                | 145,261   | 8.38  | –       | –           |
| Total                                     | Total                                                                | 1,733,260 | 100   | 42      | –           |
| Votantes registrados/participación        | Votantes registrados/participación                                   | 3,368,666 | 51.45 | –       | –           |
| Fuente:CEC BiH (por sus siglas en inglés) |                                                                      |           |       |         |             |

#### Resultados por región
|  | 25.17 % |

|  | 4.85 % |

|  | 0.41 % |

|  | 41.15 % |

|  | 14.20 % |

|  | 0.27 % |

|  | 13.39 % |

|  | 18.08 % |

|  | 10.52 % |

|  | 5.12 % |

|  | 0.05 % |

|  | 11.76 % |

|  | 2.39 % |

|  | 0.27 % |

|  | 1.54 % |

|  | 3.71 % |

|  | 4.88 % |

|  | 8.23 % |

|  | 91.56 % |

|  | 0.00 % |

|  | 0.00 % |

|  | 0.00 % |

|  | 0.00 % |

|  | 0.00 % |

|  | 0.00 % |

|  | 0.00 % |

|  | 100.00 % |

|  | 0.00 % |

|  | 0.00 % |

|  | 0.00 % |

## Elecciones presidenciales

### Candidatos que públicamente demostraron su interés
Para mayo de 2022, cinco individuos han expresado un interés en lanzar una candidatura para la presidencia:
| Partido | Partido                                         | Candidato | Candidato |
| ------- | ----------------------------------------------- | --------- | --- |
|         | Partido de Acción Democrática                   |           | Bakir Izetbegović Político Presidente el Partido de Acción Democrática (2014–2022). Miembro de la presidencia de Bosnia y Herzegovina (2010–2018). Etnia: Bosnio  |
|         | Partido Socialdemócrata de Bosnia y Herzegovina |           | Denis Bećirović Político Miembro de la Cámara de los Pueblos (2019–2022). Etnia: Bosnio                                                                           |
|         | Plataforma para el Progreso                     |           | Mirsad Hadžikadić Profesor y político Profesor. Director del Instituto de Sistemas Complejos de la Universidad de Carolina del Norte en Charlotte. Etnia: Bosnio  |
|         | Frente Democrático                              |           | Željko Komšić Político y jurista Miembro de la presidencia de Bosnia y Herzegovina (2018–2022). Miembro de la Cámara de Representantes (2014–2018). Etnia: Croata |
|         | Alianza de Socialdemócratas Independientes      |           | Milorad Dodik Político Miembro de la presidencia de Bosnia y Herzegovina (2018–2022). Etnia: Serbio                                                               |

### Declinaron ser candidatos
Los individuos de esta sección fueron objeto de especulación sobre una posible candidatura presidencial, pero declinaron públicamente participar en estas elecciones.
- Fahrudin Radončić, presidente del partido Alianza para un Mejor Futuro de Bosnia y Herzegovina (2009–2022).[13]
- Šefik Džaferović, miembro de la presidencia (2018–2022).[14]
- Dragan Čović, presidente del partido Unión Democrática Croata (2005–2022) y miembro de la Cámara de los Pueblos (2019–2022); miembro de la presidencia (2002–2005; 2014–2018).[15]

### Resultados

#### Miembro bosnio de la presidencia
|  | 57.27 % |

|  | 37.20 % |

|  | 0.00 % |

|  | 5.22 % |

|  | 0.00 % |

|  | 0.00 % |

|  | 0.00 % |

|  | 0.00 % |

#### Miembro croata de la presidencia
|  | 54.54 % |

|  | 0.00 % |

|  | 0.00 % |

|  | 0.00 % |

|  | 0.00 % |

|  | 0.00 % |

#### Miembro serbio de la presidencia
|  | 52.56 % |

|  | 93.26 % |

|  | 6.74 % |

|  | 6.74 % |

|  | 0.00 % |

|  | 47.19 % |